# La Rosaleda (Sevilla)
La Rosaleda es un barrio de la ciudad de Sevilla (España), perteneciente al distrito San Pablo-Santa Justa. Está situado en la zona norte del distrito. Su vía principal es la Carretera de Carmona. Limita al norte con el barrio de Santa María de Ordaz-San Nicolás; al este, con el barrio de Árbol Gordo; al sur, con el barrio de San Carlos-Tartessos y el de San José Obrero; y al oeste, con el barrio de Fontanal-María Auxiliadora-Carretera de Carmona

## Historia

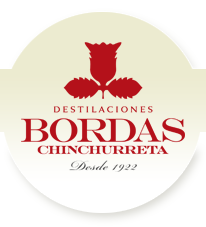
Logotipo de Bordas Chinchurreta

La historia de este barrio se remonta a principios del siglo XX, en la década de los años 20, cuando se construyó en esta zona la fábrica de la empresa Bordas Chinchurreta deedicada a laelaboración de esencias.

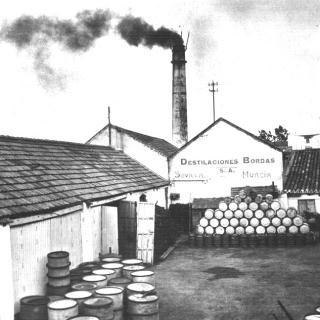
Fábrica de Bordas (Exterior)

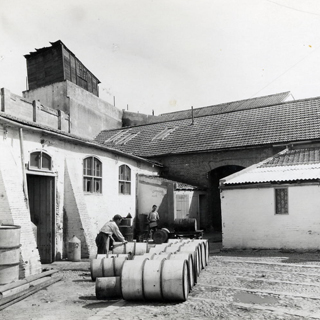
Fábrica de Bordas (interior)

La factoría continuó su actividad hasta el año 2002, cuando se trasladó a Dos Hermanas. A partir de entonces, la zona se vende al ayuntamiento e inmobiliarias los cuales empiezan a diseñar el barrio actual.

## Actualidad

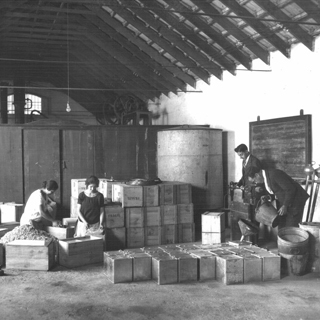
Trabajadores de la fábrica

Actualmente, el barrio gira en torno a un parque público, (Parque de La Rosaleda). Su arquitectura es actual debida a que sus edificios se construyeron entre 2002 y 2006. En la zona existen una gran variedad de comercios, así como una pizzería, varios bares, cafeterías, centros de educación infantil, fisioterapeutas, tiendas de ropa infantil, un gabinete de abogados, oficinas del INEM, una lavandería y tintorería, una papelería, tiendas de deporte, una clínica dental y un nuevo centro de deporte (Viding).